# سارا بيرغن
سارا بيرغن هي دراجة كندية، ولدت في 6 ديسمبر 1988 في فانكوفر في كندا.

## وصلات خارجية
- سارا بيرغن على موقع الاتحاد الدولي للدراجات (الإنجليزية)
- سارا بيرغن على موقع أرشيف الدراجات (الإنجليزية)
- سارا بيرغن على موقع إحصائيات الدراجات الإحترافية (الإنجليزية)
- سارا بيرغن على موقع نسبة الدراجات (الإنجليزية)